# Paramimistena rudis
Paramimistena rudis là một loài bọ cánh cứng trong họ Cerambycidae.